# Richard Lyons
Richard Neil Lyons (Nova Iorque, 22 de janeiro de 1945) é um matemático estadunidense. Trabalha com grupos finitos.
Lyons estudou na Universidade Harvard e obteve um doutorado em 1970 na Universidade de Chicago, orientado por John Griggs Thompson, com a tese Characterizations of Some Finite Simple Groups with Small 2-Rank. Na Universidade de Chicago foi aluno de, entre outros, Jonathan Lazare Alperin, Richard Brauer, Marty Isaacs, Leonard Scott e George Glauberman. Como pós-doutorando foi "Gibbs-Instructor" na Universidade Yale. Desde o final da década de 1970 é Professor da Universidade Rutgers.
Com Daniel Gorenstein e Ronald Solomon escreveu uma série de diversos volumes sobre a classificação de grupos finitos simples. Descobriu um grupo esporádico simples, que é denominado em sua homenagem e foi construído por Charles Sims.

## Obras
- com Daniel Gorenstein: The local structure of finite groups of characteristic 2 type, American Mathematical Society, 1983
- com Daniel Gorenstein, Ronald Solomon: The classification of the finite simple groups, American Mathematical Society, 6 Volumes, 1994 a 2005
- com Ronald Solomon, Michael Aschbacher, Stephen D. Smith Classification of finite simple groups: groups of characteristic 2-type, Surveys and Monographs of the AMS, Volume 172, 2011 (o livro recebeu o Prêmio Leroy P. Steele 2012)